# Guldfeberen i Klondike
Guldfeberen i Klondike refererer til immigrationen af guldjægere, der fandt sted langs Klondikefloden ved Dawson City i Yukon i Canada, da der blev fundet guld der, d. 16. august 1896. Da nyheden nåede aviserne i Seattle og San Francisco resulterede det i en stor guldfeber, hvor tusindevis rejste dertil for at søge lykken. Det er blevet estimeret, at omkring 100.000 personer rejste til Klondike-området fra 1896 til 1899. Nogle fandt guld og blev rige, men langt størstedelen fik ingen succes. Guldfeberen er blevet beskrevet i talrige film, litteratur og dokumenteret på fotografier.

## Optakten
I august 1896 vandrede tre mænd, ledet af Skookum Jim Mason, nordover langs Yukonfloden fra området omkring byen Cacross for at lede efter hans søster Kate og hendes mand George Carmark. Efter at de havde fundet George og Kate, der fiskede efter laks, stødte de på Nova Scotia-bonden Robert Henderson, der havde ledt efter guld i Indian River, lige syd for Klondikefloden. Henderson fortalte George Carmack, hvor han havde gravet, og at han ikke ville have nogen indianere omkring sig.
Den 16. august 1896 fandt Skookums rige guldforekomster i Bonanza Creek i Yukon. Man ved ikke, hvem der fandt guldet først, men George Carmnack regnes for den officielle finder, da han ejede jorden, hvor fundet blev gjort.

## Guldfeberen
Nyheden spredtes straks til andre guldgraversamfund i Yukondalen. Området, hvor man gjorde det første guldfund, hed oprindeligt Rabbit Creek, men blev omdøbt til Bonanza Creek, eftersom folk væltede ind i området for at søge efter guld.
Nyheden nåede USA i juli 1897, da de første guldjægere ankom til San Francisco den 15. juli og i Seattle den 17. juli, hvilket ledte til, at guldfeberen for alvor gik ind. I 1898 nåede indbyggertallet i Klondike 40.000. Dawson City, der blev grundlagt af guldjægerne  voksede, da guldjægerne væltede ind. De største mængder guld fandt man fem meter under den frosne jordoverflade, som kun kunne nås ved at tænde bål, så de kunne tø marken op. I 1899 havde guldgraverne fundet guld til en værdi af omkring 50 millioner US dollars, hvilket dog kun dækkede udgifterne til udvindingen. Efter år 1900 dalede produktionen markant. 